# Плодородный (Краснодарский край)
Плодородный — посёлок в Прикубанском внутригородском округе города Краснодара.

## География
Населённый пункт расположен в северо-восточной части городского округа Краснодара, недалеко от городской черты Краснодара. 

## История
Посёлок Плодородный получил настоящее название в 1977 году. Так 11 марта 1977 года, исполком горсовета присвоил наименования населенным пунктам, расположенным на территории Ленинского, Первомайского и Советского районов города Краснодара (ранее они числились «безымянно», как поселки различных хозяйств): Колосистый (посёлок опытно-производственного хозяйства КНИИСХ имени П.П.Лукьяненко), Березовый, Лазурный, Индустриальный, Российский, Победитель, Дружелюбный, Плодородный, Зональный, Знаменский и Зеленопольский. А 28 октября того же года получили ещё два поселка – Экспериментальный и Прогресс.

## Население
| 2002 | 2010  |
| ---- | ----- |
| 748  | ↗1079 |